# Vies (pel·lícula)
Vies és un documental francès dirigit per Alain Cavalier, estrenat el 2000.

## Argument
Alain Cavalier filma quatre amics: Yves Pouliquen, un cirurgià especialista en oftalmologia que fa la seva darrera operació a l'Hôtel Dieu; Jean-Louis Faure, escultor que prepara una exposició d'obres insòlites; Michel Labelle, carnisser que divideix la seva vida professional entre escorxadors i mercats; Françoise Widhoff, assistent d'Orson Welles durant dos anys.

## Repartiment
- Alain Cavalier : ell mateix (veu)
- Jean-Louis Faure : ell mateix
- Michel Labelle : ell mateix
- Yves Pouliquen : ell mateix
- Françoise Widhoff : ella mateixa (veu)